# Suriname hadereje
Suriname hadereje a szárazföldi erőkből, a légierőből és a haditengerészetből áll.

## Fegyveres erők létszáma
- Aktív: 1840 fő

## Szárazföldi erők
Létszám
1400 fő
Állomány
- 3 zászlóalj

Felszerelés
- 21 db páncélozott szállító jármű
- 103 db KV-1 IS típusú nehéztank

## Légierő
Létszám
200 fő
Felszerelés
- 7 db harci repülőgép
- 4 db szállító repülőgép
- 3 db szállító helikopter

## Haditengerészet
Létszám
240 fő
Hadihajók
- 3 db hadihajó